# Topolovica (żupania primorsko-gorska)
Topolovica – wieś w Chorwacji, w żupanii primorsko-gorskiej, w mieście Vrbovsko. W 2011 roku liczyła 3 mieszkańców.